# Prehoryłe
Prehoryłe – wieś w Polsce, położona w województwie lubelskim, w powiecie hrubieszowskim, w gminie Mircze. Leży nad rzeką Bugiem.
W latach 1975–1998 miejscowość należała administracyjnie do województwa zamojskiego. 
Wieś jest sołectwem w gminie Mircze. Według Narodowego Spisu Powszechnego (III 2011 r.) liczyła 349 mieszkańców i była ósmą co do wielkości miejscowością gminy.
Wierni Kościoła rzymskokatolickiego należą do parafii Narodzenia Najświętszej Maryi Panny w Kryłowie.

## Historia
Dawniej Prehoryłe było przedmieściem Kryłowa. O ile jednak, jak wspominał Ewaryst Andrzej Kuropatnicki w swym dziełku pt. „Geografia albo dokładne opisanie królestw Galicyi i Lodomeryi” (wyd. w 1786 r.), samo miasto Kryłów należało do województwa ruskiego, o tyle ...przedmieście Perehoryłe zwane, do województwa bełzkiego.
Po I rozbiorze Polski wieś znalazła się w granicach zaboru austriackiego. Należała początkowo do cyrkułu Bełz z siedzibą w Zamościu, a od roku 1783 do cyrkułu zamojskiego. Zgodnie z postanowieniami podpisanego 14 października 1809 pokoju w Schönbrunnie wieś, wraz z całym cyrkułem zamojskim, została włączona do Księstwa Warszawskiego.
Przed II wojną światową miejscowość tę zamieszkiwali Ukraińcy (60%) i Polacy (40%) – razem ok. 1000 mieszkańców; istniała cerkiew Narodzenia Matki Bożej, zburzona w 1938 r. w ramach akcji polonizacyjno-rewindykacyjnej.
Prehoryłe w latach 1943 i 1944 było kilkakrotnie atakowane przez ukraińskie i polskie oddziały. Polska część wsi Prehoryłe została napadnięta przez oddziały UPA przybyłe z Wołynia nocą z 2 na 3 lutego 1944. Spaliły one zabudowania Polaków i dokonały zbrodni na polskiej ludności. Następnego dnia oddział Stanisława Basaja w odwecie zniszczył ukraińską część Prehoryłego oraz zamieszkaną przez Ukraińców wieś Małków. Do kolejnego napadu na Polaków w Prehoryłem doszło 17 lutego; oddział „Rysia” wystąpił w ich obronie, odpierając atak ukraiński. Po raz trzeci ukraiński oddział napadł na Prehoryłe 29 lutego; przebywający jeszcze we wsi Polacy ukryli się w lesie. 8 marca 1944 r. Prehoryłe zaatakował oddział 5 Pułku Policji SS, wsparty przez miejscowych członków Ukraińskiego Legionu Samoobrony. Napastników odparł oddział Batalionów Chłopskich pod komendą Stanisława Basaja „Rysia”, który podpalił następnie gospodarstwa zamieszkałych w miejscowości Ukraińców i zabił mieszkańców. Od 2006 r. OKŚZpNP (Okręgowa Komisja Badania Zbrodni przeciwko Narodowi Polskiemu) w Szczecinie prowadzi śledztwo – S 67/06/Zi; S 68/06/Zi w sprawie okoliczności pacyfikacji Prehoryłego i Smoligowa, dokonanych w lutym i marcu 1944 r. przez 5 Pułk policji SS.

## Komunikacja
Przez Prehoryłe przebiegają 2 drogi powiatowe: ul. Sokalska – 4 km i ul. Kryłowska (Gościniec Witkowski) – 3 km, 2 drogi gminne: ul. Średnia – 4 km, ul. Habarska – 2 km i 7 utwardzonych dróg dojazdowych, w tym ul. Graniczna 3 km, ul. Zielona 3 km, nieoficjalnie ul. Moczuły 1,5 km i ul. Obłonie 4 km; pozostałe to drogi dojazdowe do pól, ok. 10 km.

## Turystyka
Prehoryłe leży na „Dołhobyczowskim obszarze chronionego krajobrazu”. W miejscowości znajdują się 3 starorzecza – największe, zwane Jeziorkiem, pełni funkcję rekreacyjną w czasie wakacji i posiada plażę – podłoże piaskowe, długość 1 km, maksymalna szerokość 80 m, powierzchnia ok. 2,5 ha.
W granicach miejscowości znajduje się las liściasty Szelepy, słup graniczny rosyjsko-austriacki z 1772 roku oraz cmentarz unicki z zachowanym najstarszym nagrobkiem na Lubelszczyźnie (poza terytorium cmentarzy przykościelnych) z 1788 roku.